# Couvent de Töss
Le couvent de Töss était une maison religieuse dominicaine située dans la ville de Winterthour en Suisse. Il ne subsiste aucun vestige du couvent de nos jours.

## Histoire

La double-croix hongroise sur le blason de Töss

Sur l'impulsion du comte Hartmann de Kybourg en 1233, la construction débuta près du pont de la Töss et se poursuivit jusqu'en 1268.
Parmi ses nonnes célèbres figuraient Elisabeth Stagel (issue de la noblesse zurichoise et entrée au couvent en 1337) influencée par le mystique Henri Suso, ainsi que Élisabeth de Töss dont la double-croix hongroise est encore visible sur le blason de Töss.
L'influence du couvent était importante au Moyen Âge, empiétant en partie sur le pouvoir en place à Zurich, mais elle diminua avec l'arrivée du protestantisme. Le couvent fut fermé après la Réforme puis l'état des bâtiments se dégrada passablement au cours des siècles.

### Déclin
Après la Révolution française, les moyens furent insuffisants pour conserver le couvent et le site fut vendu à Johan Jacob Rieter. Celui-ci fonda la fabrique de machines Rieter qui est encore active de nos jours près de la Töss. La dernière partie du couvent, l'église, fut démolie au début du XXe siècle.